# Fritz Neubert
Fritz Karl Hermann Neubert (* 2. Juli 1886 in Bautzen; † 2. Juli 1970 in Berlin) war ein deutscher Romanist.

## Leben und Werk
Neubert promovierte 1910 in München bei Hermann Breymann über Die volkstümlichen Anschauungen über Physiognomik in Frankreich bis zum Ausgang des Mittelalters (Erlangen 1910) und habilitierte sich 1918 in Leipzig bei Philipp August Becker mit einer Einleitung in eine kritische Ausgabe von B. de Maillet's „Telliamed ou Entretiens d'un philosophe indien avec un missionnaire françois.“ Ein Beitrag zur Geschichte der französischen Aufklärungsliteratur. (Berlin 1920, Nachdruck Nendeln/Liechtenstein 1967). In Leipzig war er bis 1926 Assistent, von 1923 bis 1926 nicht planmäßiger außerordentlicher Professor. Ein Ruf nach Riga scheiterte 1922 am Widerstand der lettischen Regierung.
1923 wurde er als Nachfolger von Carl Appel auf eine ordentliche Professur für romanische Philologie an die Universität Breslau berufen. Im Februar 1930 wurde er Vorsitzender einer neu gegründeten Deutsch-Französischen Gesellschaft Breslau.
Er lehnte 1935 einen Ruf nach Freiburg ab und war seit 1937 für Berlin vorgesehen, wo er 1943 die Nachfolge von Emil Winkler antrat. Viktor Klemperer (Tagebücher 1942-45, 27. Januar Donnerstag abend): „Neubert, diese vollkommenste Mittelmäßigkeit unter den Romanisten meiner Generation, ein Schulmeister ohne eigene Gedanke, ist auf das Berliner Ordinariat für romanische Literatur berufen worden. Wie gut muß seine nazistische Gesinnung sein wieviel besser und wieviel öfter erwiesen als seine literarhistorische Leistung.“ Bei der Nachkriegs-Teilung der Universität Berlin wechselte er 1949 an die Freie Universität Berlin, wo er 1958 emeritiert wurde. Sein Nachfolger wurde Walter Pabst.
Seit 1949 war er Ordentliches Mitglied und seit 1969 Auswärtiges Mitglied der Deutschen Akademie der Wissenschaften zu Berlin.

## Weitere Werke
- Die literarische Kritik Guy de Maupassants, Jena 1914
- Die kritischen Essays Guy de Maupassants (mit Ausschluß der literarischen Kritik), Jena 1919
- Die französischen Versprosa-Reisebrieferzählungen und der kleine Reiseroman des 17. und 18. Jahrhunderts. Ein Betrag zur Geschichte der französischen Rokoko-Literatur, Jena & Leipzig 1923
- (mit Helmut Hatzfeld und Victor Klemperer): Die romanischen Literaturen von der Renaissance bis zur Französischen Revolution. Potsdam 1926
- Die französische Dramatik, Frankfurt 1930
- Als Hg.: Reihenwerk Frankreich. Sein Weltbild und Europa. Gemeinschaftsarbeit[1] der deutschen Romanistik. Kohlhammer, Stuttgart 1941–1943
  - darin FN: Die französische Klassik und Europa. ebd. 1941
- Geschichte der französischen Literatur, Tübingen 1949
- Studien zur vergleichenden Literaturgeschichte, im besonderen zum Verhältnis Deutschland-Frankreich, Berlin 1952
- Französische Literaturprobleme. Gesammelte Aufsätze, Berlin 1962